# Хипоконтиди
Хипоконтиди су у грчкој митологији били синови спартанског краља Хипоконта.

## Митологија
Њихов отац је био познат као груб и прек човек, баш као и они сами. Херакле их је мрзео јер нису хтели да га очисте од Ифитовог убиства. Сукоб се касније разбуктао када су Хипоконтиди убили његовог младог рођака, па се Херакле осветио и убио и оца и синове. Различити извори наводе раличит број синова. Аполодор их наводи дванаест, Диодор десет, а Паусанија само шест. Овидије помиње да су Хипоконтиди били међу ловцима на Калидонског вепра.
Према Аполодору, Паусанији и Хигину, њихова имена су: Дориклеј, Скеј, Енарофор, Букол, Ликет, Тебар, Хипотој, Еурит, Хипокорист, Алкин, Алконт, Леукип и Еумед.